# Округ Валауа (Орегон)
Валауа (енгл. Wallowa County) је округ у америчкој савезној држави Орегон.

## Демографија
По попису из 2010. године број становника је 7.008, што је 218 (-3,0%) становника мање него 2000. године.
| Група             | 2000.         | 2010.         |
| Белци             | 6.918 (95,7%) | 6.625 (94,5%) |
| Афроамериканци    | 2 (0,0%)      | 26 (0,4%)     |
| Азијати           | 17 (0,2%)     | 24 (0,3%)     |
| Хиспаноамериканци | 125 (1,7%)    | 156 (2,2%)    |
| Укупно            | 7.226         | 7.008         |